# Bobby V
Bobby V, vero nome Bobby Wilson (Jackson, 27 febbraio 1980), è un cantante statunitense di musica R&B.
Viene anche accreditato col nome Bobby Valentino. Il cognome Valentino è stato scelto in quanto il giorno della sua nascita era prevista per il giorno di San Valentino Nel Regno Unito è conosciuto col nome Bobby V-Tino per via di una causa legale con un musicista britannico che registra col nome Bobby Valentino dal 1975.

## Carriera
Nato a Jackson, ma cresciuto ad Atlanta, Bobby V inizia la sua carriera nel mondo della musica nel 1996, entrando a far parte del quartetto R&B Mista, all'epoca utilizzando il proprio vero nome Bobby Wilson. Il gruppo pubblica un album, ma a seguito degli scarsi risultati il gruppo si scioglie nel 1997. Nel 2002, Valentino tenta di passare i provini per American Idol, ma non ce la fa. Una possibilità gli arriva quando alcuni suoi demo arrivano nelle mani di Puff Daddy. Bobby V diventa il primo artista R&B ad ottenere un contratto con l'etichetta Hip Hop Disturbing Tha Peace Records, e nel 2004 collabora al singolo Pimpin' All Over the World di Ludacris.
L'album Bobby Valentino viene pubblicato dalla Island Def Jam e dalla Disturbing tha Peace e viene certificato disco d'oro dalla RIAA per aver venduto oltre 850,000 copie. Il suo singolo di debutto Slow Down entra nella top ten della Billboard Hot 100 e raggiunge la vetta della Billboard R&B Singles. Il secondo singolo Tell Me figura il featuring di Lil Wayne. Nel 2007 viene pubblicato il secondo album di Bobby V: Special Occasion da cui vengono estratti Turn the Page e Anonymous che vede la partecipazione di Timbaland.
A luglio 2008 Bobby V firma un nuovo contratto con la EMI, con la quale pubblica il suo terzo album The Rebirth il 10 febbraio 2009. Il primo singolo estratto è stato Beep featuring Yung Joc, pubblicato sull'iTunes Store il 7 ottobre 2008. Per il 2010 è prevista l'uscita del quarto album Fly on the Wall.

## Discografia
- 2005 - Bobby Valentino
- 2007 - Special Occasion
- 2009 - The Rebirth
- 2010 - Fly on the Wall